# Vela áurica

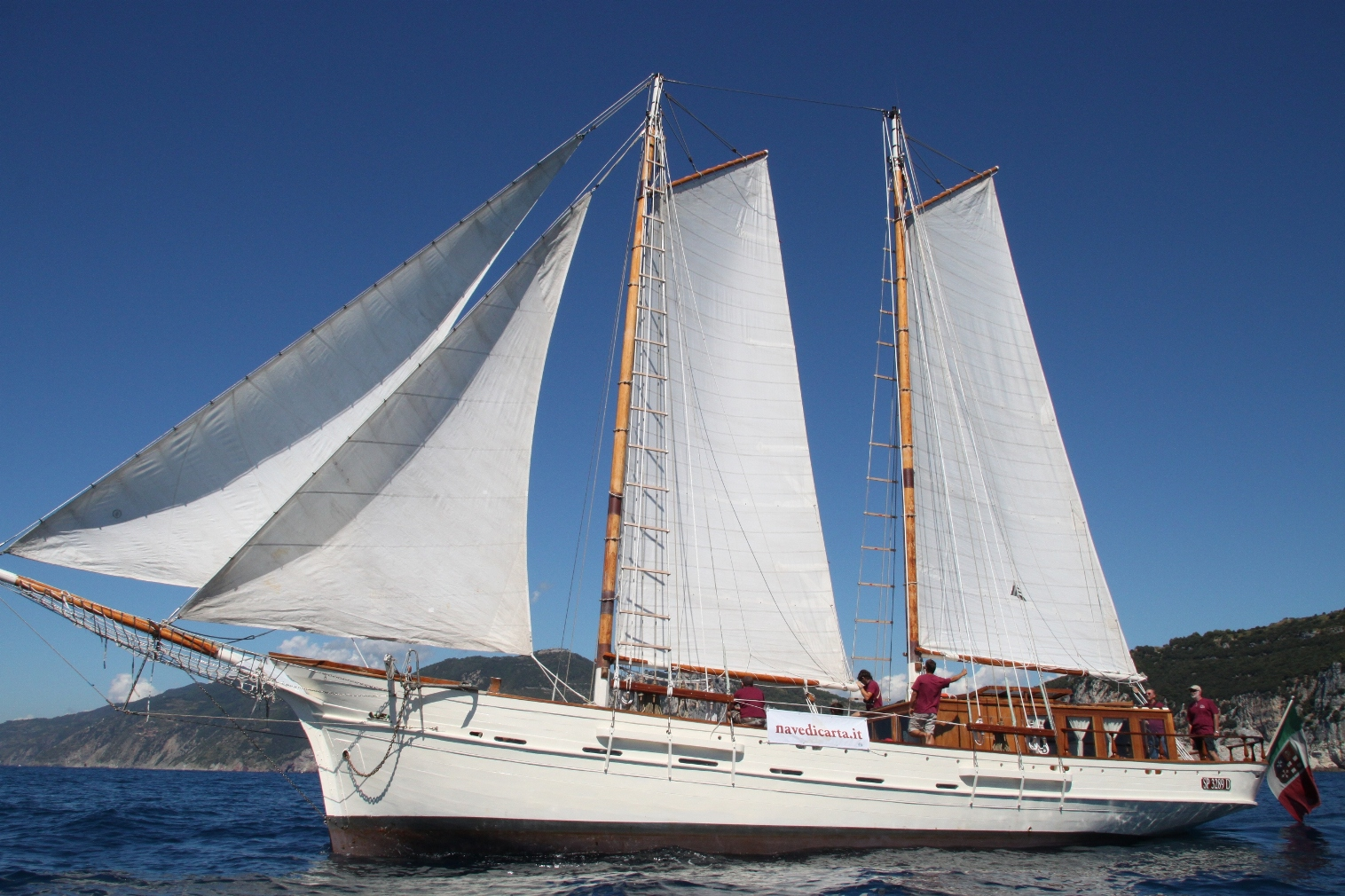
La goleta Oloferne con dos velas áuricas

En náutica, la vela áurica es un tipo particular de vela con forma trapezoidal que se extiende de proa a popa a partir de los mástiles. Viene fijada, por tres de los lados del trapecio, sobre el aparejo: la parte anterior vertical viene fijada a la parte posterior del mástil, con algún tipo de guía (pueden ser aros o garruchos) por la que puede ser izada o arriada, la parte superior fijada a una entena casi horizontal y la parte inferior fijada sobre la verga baja llamada botavara.

## Ejemplos de vela áurica
- Vela mística
- Vela al tercio